# Jens Appelt
Jens Appelt (* 4. März 1998 in Wipperfürth) ist ein deutscher American-Football-Spieler auf der Position des Kickers und Punters. Von 2018 bis 2019 spielte er American Football bei den Düren Demons, bevor er zu den Düsseldorf Bulldozer wechselte, wo er 2020/21 spielte. Seit 2022 steht er bei den Cologne Centurions unter Vertrag. Dort trägt er die Nummer 15.

## Karriere

### Vereins-Football
Appelt begann 2018 bei den Düren Demons mit dem American Football. Dort spielte er als Defensive Back, Kicker und Punter. Seine Zeit bei den Düren Demons wurde mit dem Gewinn der Meisterschaft und dem Aufstieg gekrönt. 2022 sollte Jens Appelt Teil einer College-Tour für Specialists in den Vereinigten Staaten werden. Diese wurde aufgrund von Corona abgesagt. 2020 wechselte er zu den Düsseldorf Bulldozer. Dort spielte er als Cornerback und Kicker. Die Saison 2021 schloss er ungeschlagen mit den Düsseldorf Bulldozer als Starting Cornerback in der dritten deutschen Liga ab.

### European League of Football
Zur Saison 2022 wechselte Appelt in die European League of Football. zu den Cologne Centurions. Dort spielt er bis heute auf der Position des Kickers und Punters. Seit 2023 befindet sich Jens Appelt im Personaltrainingsprogramm von Christian Mohr.

## Privates
Appelt wuchs in Düren zusammen mit seinem Bruder Sven Appelt auf. Dort begann er zusammen mit seinem Bruder seine American-Football-Karriere. 2023 fanden sich Jens und Sven Appelt wieder zusammen in einem Team bei den Cologne Centurions wieder.

## Trivia
In der RTL Fernsehsendung Promi Touchdown – Die Football-Show war er gemeinsam mit Daniel Schuhmacher als Profi-Kicker zu sehen.